# Уграк, Владимир Дмитриевич
Влади́мир Дми́триевич Угра́к (17 июля 1926, Большое Сорокино, Ишимский округ, Уральская область, РСФСР, СССР — 11 июля 2000, Тюмень) — советский партийный и государственный деятель, первый секретарь Тюменского горкома КПСС (1975—1978 годы), председатель Тюменского областного комитета народного контроля (1979—1988 годы).

## Биография

### Происхождение
Родился в крестьянской семье. Отец Дмитрий Терентьевич Уграк (1899 год — 2 сентября 1943 года) также родом из Большого Сорокино, в 1920-х годах был кассиром товарищества по совместной обработке земли. Погиб во время Великой Отечественной войны на Волховском фронте. Мать — Фёкла Семёновна (ум. в 1949 году).

### Образование
В 1943 году Владимир Уграк окончил 9 классов Сорокинской средней школы, а спустя год — 5-ю Московскую артиллерийскую специальную школу (в тот период находилась в эвакуации в городе Ишиме Омской области).
Затем вплоть до апреля 1946 года являлся курсантом Одесского артиллерийского училища имени М. В. Фрунзе (во время войны находилось в эвакуации в городе Сухой Лог Свердловской области). Из-за воспаления лёгких получил 3 группу инвалидности, был демобилизован из армии и вернулся в Большое Сорокино. В течение полугода находился на лечении.
В 1950—1952 годах проходил обучение в Центральной комсомольской школе при ЦК ВЛКСМ в Москве. В 1962 году поступил в Уральский политехнический институт на обучение по специальности инженера-механика.

### Карьера
С января по август 1947 года работал художественным руководителем дома культуры Сорокинского района, затем назначен 2-м секретарём местного райкома ВЛКСМ. С февраля 1949 года и до августа 1950 года был 1-м секретарём Сорокинского райкома ВЛКСМ. В апреле 1950 года вступил в ряды ВКП (б).
С сентября 1952 года трудился секретарём Петрозаводского окружного комитета ВЛКСМ. После упразднения Петрозаводского округа был переведён в ЦК ЛКСМ Карело-Финской ССР.
В марте 1954 года назначен инструктором Тюменского городского комитета КПСС. С 1956 по 1963 годы работал заведующим организационным отделом горкома. В 1959 году избран депутатом Тюменского городского Совета депутатов трудящихся.
В 1963—1970 годах работал в контрольных структурах: сначала председателем Тюменского городского комитета партийно-государственного контроля, а после реорганизации советских контрольных органов в декабре 1965 года — председателем Тюменского городского комитета народного контроля.
С 28 января 1970 года — второй секретарь Тюменского горкома КПСС, с 5 февраля 1975 года — первый секретарь горкома. В 1976 году был делегатом XXV съезда КПСС.
25 декабря 1978 года переведён на должность председателя Тюменского областного комитета народного контроля и оставался в ней до выхода на пенсию в октябре 1988 года. По свидетельству будущего зам. министра МЧС России В. Я. Возняка, возглавляемого В. Д. Уграком органа «все боялись», потому что он обладал полномочиями налагать на руководителей штрафы в размере до трёх должностных окладов.

## Семья
Жена Калерия Яковлевна (1927—2019), двое сыновей — Александр и Андрей.

## Награды
- Орден Трудового Красного Знамени (1976 год)[3][5]
- Орден «Знак Почёта» (1971 год)[3][5]
- медаль «За победу над Германией в Великой Отечественной войне 1941—1945 гг.» (1946 год)[3]
- медаль «За освоение целинных земель» (1957 год)[3]
- медаль «За доблестный труд в ознаменование 100-летия со дня рождения Владимира Ильича Ленина» (1970 год)[3]
- медаль «За освоение недр и развитие нефтегазового комплекса Западной Сибири» (1980 год)[3]
- Почётная грамота Президиума Верховного Совета РСФСР (1968 год)[3]